# Dorcadion pseudarcivagum
Dorcadion pseudarcivagum là một loài bọ cánh cứng trong họ Cerambycidae.